# Olympische Winterspiele 1980/Teilnehmer (Sowjetunion)
| Gelbes Symbol für Goldmedaillen mit stilisierten Olympischen Ringen | Graues Symbol für Silbermedaillen mit stilisierten Olympischen Ringen | Braundes Symbol für Bronzemedaillen mit stilisierten Olympischen Ringen |
| ------------------------------------------------------------------- | --------------------------------------------------------------------- | ----------------------------------------------------------------------- |
| 10                                                                  | 6                                                                     | 6                                                                       |

Die Sowjetunion nahm an den Olympischen Winterspielen 1980 in Lake Placid mit einer Delegation von 86 Athleten (63 Männer, 23 Frauen) teil. Der Biathlet Alexander Tichonow wurde als Fahnenträger für die Eröffnungsfeier ausgewählt.

## Teilnehmer nach Sportarten

### Biathlon
Herren:
- Wladimir Alikin
10 km: 
20 km: 8. Platz
4 × 7,5 km:
- Anatoli Aljabjew
10 km: 
20 km: 
4 × 7,5 km:
- Wladimir Barnaschow
20 km: 7. Platz
4 × 7,5 km:
- Alexander Tichonow
10 km: 9. Platz
4 × 7,5 km:

### Eishockey
Herren: 
| - Helmuts Balderis - Sinetula Biljaletdinow - Wjatscheslaw Fetissow - Alexander Golikow - Wladimir Golikow - Alexei Kassatonow - Waleri Charlamow - Wladimir Krutow - Juri Lebedew - Sergei Makarow | - Alexander Malzew - Boris Michailow - Wladimir Myschkin - Wassili Perwuchin - Wladimir Petrow - Alexander Skworzow - Sergei Starikow - Wladislaw Tretjak - Waleri Wassiljew - Wiktor Schluktow |

### Eiskunstlauf
| Damen: - Kira Iwanowa 16. Platz | Herren: - Igor Bobrin 6. Platz - Konstantin Kokora 10. Platz - Wladimir Kowaljow DNF | Paare: - Irina Rodnina / Alexander Saizew - Marina Tscherkassowa / Sergei Schachrai - Marina Pestowa / Stanislaw Leonowitsch 4. Platz | Eistanz: - Natalja Linitschuk / Gennadi Karponossow - Irina Moissejewa / Andrei Minenkow - Natalja Bestemjanowa / Andrei Bukin 8. Platz |

### Eisschnelllauf
| Damen: - Tatjana Awerina 1500 m: 18. Platz - Wira Bryndsej 1500 m: 18. Platz - Irina Kuleschowa-Kowrowa 500 m: 10. Platz 1000 m: 20. Platz - Walentina Lalenkowa-Holowenkina 1000 m: 11. Platz 3000 m: 17. Platz - Natalja Petrusjowa 500 m: 1000 m: 1500 m: 8. Platz 3000 m: 8. Platz - Olga Pleschkowa 3000 m: 9. Platz - Tetjana Tarassowa 500 m: 8. Platz | Herren: - Sergei Beresin 5000 m: 15. Platz 10.000 m: 10. Platz - Sergei Chlebnikow 500 m: 15. Platz 1000 m: 9. Platz - Juri Kondakow 1500 m: 5. Platz - Jewgeni Kulikow 500 m: - Wladimir Lobanow 1000 m: 1500 m: 8. Platz - Wiktor Ljoskin 5000 m: 11. Platz 10.000 m: 7. Platz - Anatoli Medennikow 500 m: 7. Platz 1000 m: 15. Platz - Dmitri Ogloblin 5000 m: 13. Platz 10.000 m: 16. Platz - Jewhen Solunskyj 1500 m: 9. Platz |

### Rodeln
| Damen: - Ingrīda Amantova - Astra Rībena 8. Platz - Vera Zozuļa | Herren: - Dainis Bremse DNF | Doppelsitzer: - Dainis Bremse / Aigars Kriķis 10. Platz - Sergei Danilin / Waleri Jakuschin 17. Platz |

### Ski Alpin
| Damen: - Nadeschda Patrakejewa Riesenslalom: 12. Platz Slalom: 6. Platz | Herren: - Wladimir Andrejew Riesenslalom: 15. Platz Slalom: 9. Platz - Wladimir Makejew Abfahrt: 22. Platz - Waleri Zyganow Abfahrt: 8. Platz Riesenslalom: DNF - Alexander Schirow Riesenslalom: 9. Platz Slalom: DNF |

### Ski Nordisch

#### Langlauf
| Damen: - Nina Baldytschewa 5 km: 5. Platz 10 km: 6. Platz 4 × 5 km: - Galina Kulakowa 5 km: 6. Platz 10 km: 5. Platz 4 × 5 km: - Nina Rotschewa 5 km: 15. Platz 4 × 5 km: - Raissa Smetanina 5 km: 10 km: 4. Platz 4 × 5 km: - Iraida Suslowa 10 km: 14. Platz | Herren: - Nikolai Baschukow 30 km: 14. Platz 4 × 10 km: - Jewgeni Beljajew 30 km: 11. Platz 50 km: 6. Platz 4 × 10 km: - Wassili Rotschew 15 km: 13. Platz 30 km: 4 × 10 km: - Sergei Saweljew 50 km: 5. Platz - Alexander Sawjalow 15 km: 7. Platz 50 km: - Nikolai Simjatow 15 km: 4. Platz 30 km: 50 km: 4 × 10 km: |

#### Skispringen
Herren:
- Alexei Borowitin
Normalschanze: 21. Platz
Großschanze: 36. Platz
- Juri Iwanow
Normalschanze: 33. Platz
Großschanze: 34. Platz
- Andrei Schakirow
Normalschanze: 46. Platz
Großschanze: 39. Platz
- Wladimir Wlassow
Normalschanze: 31. Platz
Großschanze: 28. Platz

#### Nordische Kombination
Herren:
- Fjodor Koltšin
Einzel: 15. Platz
- Alexander Majorow
Einzel: 7. Platz
- Sergei Omeltschenko
Einzel: 19. Platz